# 티히

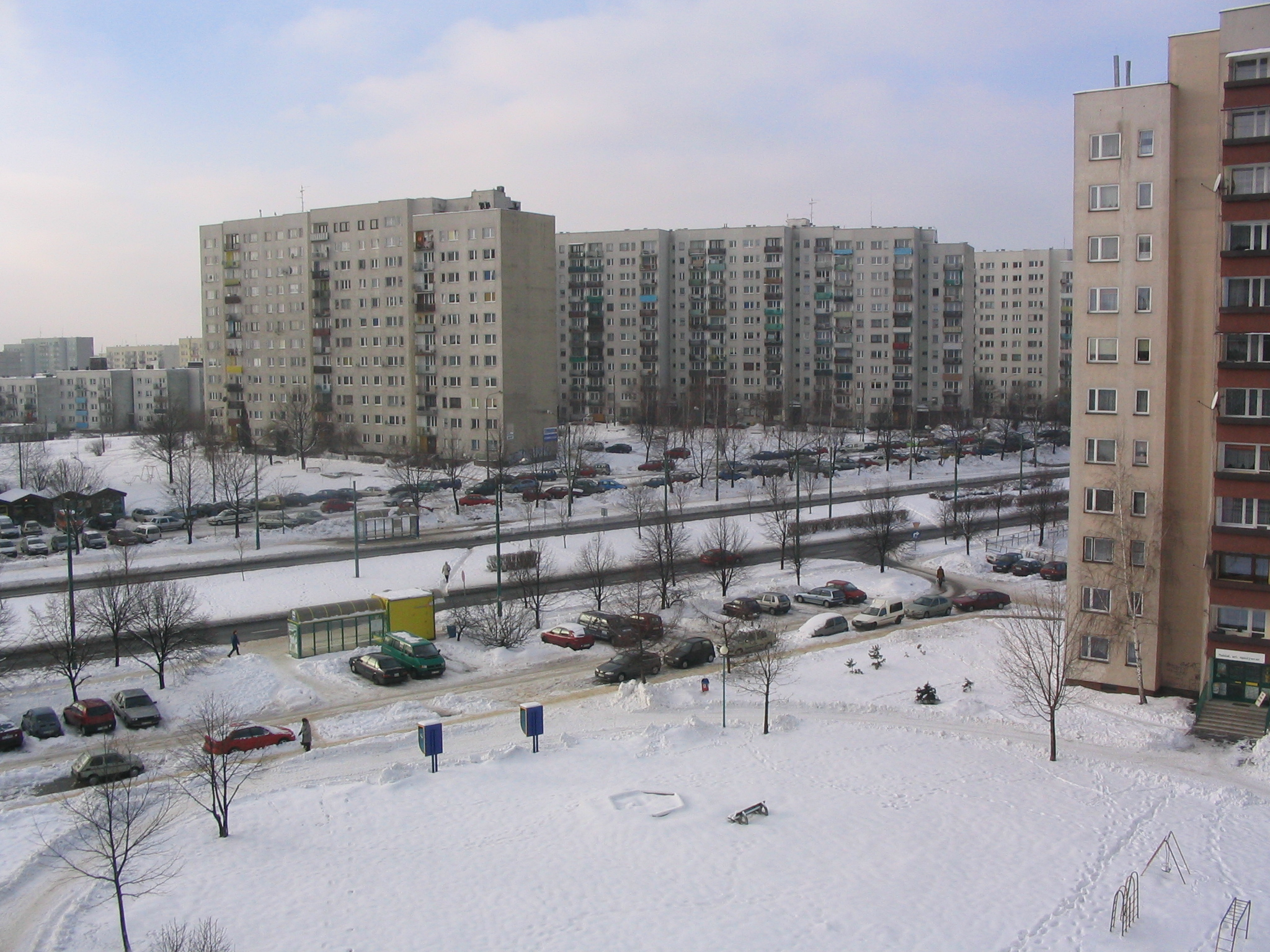
티히

티히(폴란드어: Tychy)는 폴란드 남부 실롱스크주에 위치한 도시로 면적은 81.64km2, 인구는 129,527명(2009년 기준), 인구 밀도는 1,600명/km2이다.
카토비체에서 남쪽으로 약 20km 정도 떨어진 곳에 위치한다. 1467년 문헌에 처음 등장했으며 맥주 산업으로 유명한 도시이다.

시 문장

## 문화

### 미술관 및 박물관
- 헨리크 얀 도미니아크 미니어처 전문 미술 박물관[1][2][3]